# گروه پاراگون
گروه پاراگون (انگلیسی: Paragon Group) شرکت بیمه بریتانیایی است، که در سال ۱۹۸۵ تأسیس شد.